# Политические репрессии

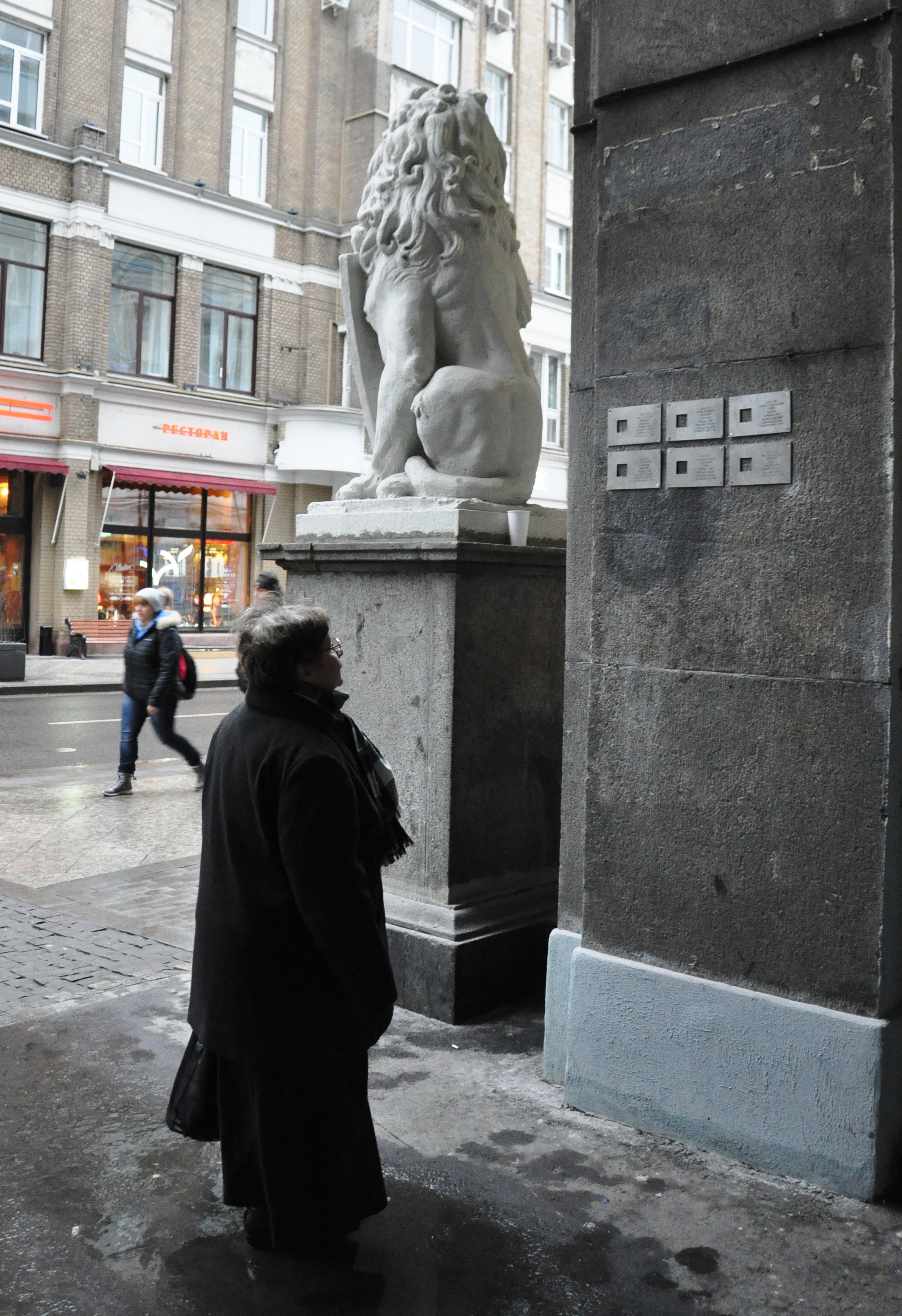
Прохожая у табличек «Последнего адреса» на «Доме со львом».
Москва, Мясницкая улица, 15

Полити́ческие репре́ссии (от лат. repressio — подавление, угнетение) — различные меры принуждения, применяемые государством по политическим мотивам, в виде лишения жизни или свободы, помещения на принудительное лечение в психиатрические лечебные учреждения, выдворения из страны и лишения гражданства, выселения групп населения из мест проживания, направления в ссылку, высылку и на спецпоселение, привлечения к принудительному труду в условиях ограничения свободы, а также иное лишение или ограничение прав и свобод лиц, признававшихся социально опасными для государства или политического строя по классовым, социальным, национальным, религиозным или иным признакам, осуществлявшееся по решениям судов и других органов, наделявшихся судебными функциями, либо в административном порядке органами исполнительной власти и должностными лицами и общественными организациями или их органами, наделявшимися административными полномочиями.